# All Hope Is Gone (canción)
«All Hope Is Gone» —en español: «Toda esperanza se acabó»— es el primer sencillo del cuarto álbum All Hope Is Gone de la banda de heavy metal, Slipknot, lanzado por un día (20 de junio de 2008) como MP3 gratis en la página web de la banda, y lanzada como descarga digital el 23 de junio de 2008.

## Producción y tema
En una entrevista con la revista Kerrang! el baterista Joey Jordison reveló que "All Hope Is Gone" es un esfuerzo verdadero de colaboración y era una de las canciones finales registradas para el cuarto álbum de estudio del mismo nombre". La canción, la música y el tema hablan por sí mismas. Esta es una canción sobre el mundo en juego: todas las situaciones al alcance de la mano, sea personal o mundano, y tratando de ser positivo. A veces tienes que afrontar lo grotesco para causar algo asombroso. 
Del concepto de la canción, Jordison dijo, "Muchos riffs demoledores para versos cambiados. Las cosas simpáticas no morirán. Jim Root vino y prendió fuego a la canción y Mick le siguió muy bien. Corey puso su maldita voz, así fue, viejo. La voz del chico y su convicción podrían vender narcórticos a una monja".

## Lista de pistas
1. "All Hope Is Gone" - 4:46

## Posiciones
| Listas (2008)         | Posiciones |
| --------------------- | ---------- |
| Swedish Singles Chart | 42         |
| UK Singles Chart      | 98         |